# Wülfingerode
Wülfingerode is een  dorp in de Duitse gemeente Sollstedt in het Landkreis Nordhausen in Thüringen. Het dorp wordt voor het eerst genoemd in 1254. Tot 1996 was het een zelfstandige gemeente. 